# Schleswig-Holsteinisches Landwirtschaftsmuseum

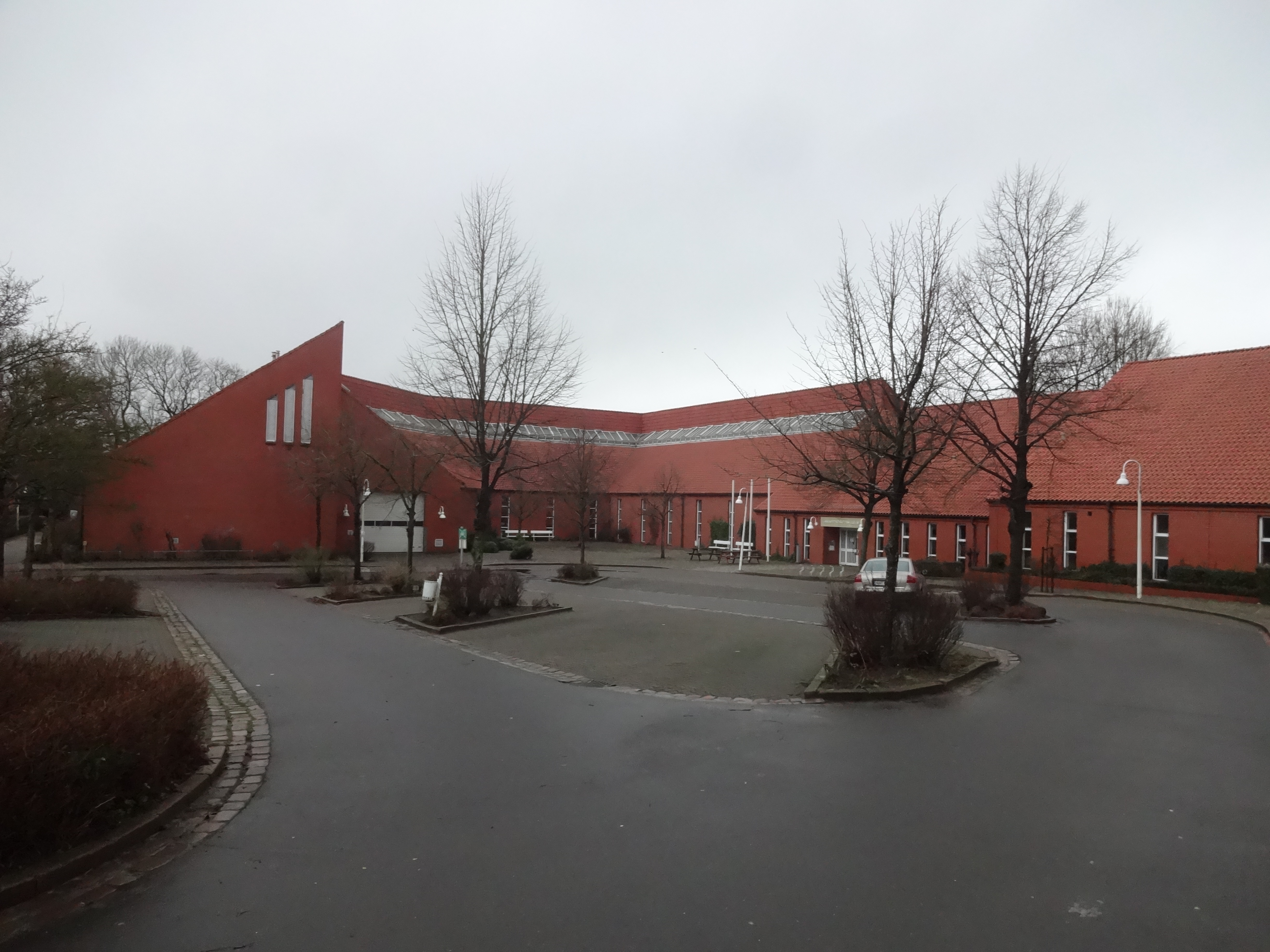
Schleswig-Holsteinisches Landwirtschaftsmuseum in Meldorf, Jungfernstieg 4

Das im Jahre 1986 eröffnete Schleswig-Holsteinische Landwirtschaftsmuseum in Meldorf (Holstein) gibt Einblicke in das Landleben im norddeutschen Raum zwischen 1870 und der Gegenwart und ist zugleich Arbeitsplatz für viele Menschen mit Behinderung. Kern der Ausstellung ist die seit den 1970er Jahren zusammengetragene Sammlung von Heinz Landmann, dem Direktor der ehemaligen Landwirtschaftsschule in St. Michaelisdonn. Das Museum wurde in unmittelbarer Nachbarschaft zum Dithmarscher Bauernhaus, einem kleinen Freilichtmuseum von 1907, errichtet. Es wird getragen vom Verein zur Förderung der Beschäftigung Jugendlicher und Behinderter e. V. und seit 2021 vom Verein der Volkshochschulen in Dithmarschen e. V. geführt.

## Geschichtliche Entwicklung
In den 1970er Jahren begann Heinz Landmann, der 1994 für seine Verdienste mit dem Kulturpreis des Kreises Dithmarschen ausgezeichnet wurde, zu Anschauungszwecken für seine Landwirtschaftsschüler eine Sammlung alter Landmaschinen anzulegen. Nach einigen Jahren wurde die Sammlung zu umfangreich und Landmann übereignete sie dem Kreis Dithmarschen, der ein Nutzungskonzept für diese – damals einzigartige – Sammlung entwickelte.
Geplant war zunächst, im neu entstandenen Speicherkoog vor der Stadt Meldorf einen Bauernhof zu errichten, der von Angehörigen der Meldorfer Werkstatt für Behinderte (2009 umbenannt in Stiftung Mensch) betrieben werden sollte – mit Ausstellungsgebäuden für die alten Landmaschinen. Im Jahre 1981 wurde in unmittelbarer Nähe zum Dithmarscher Bauernhaus durch den Totalverlust des Hotels Holländerei nach einem Brand ein Grundstück frei und man entschied sich, dort einen Neubau für die Sammlung zu errichten. Seit der Eröffnung im Mai 1986 blieb die Stiftung Mensch mit dem Museum verbunden. Viele der anfallenden Tätigkeiten in der Ausstellung und auf dem Gelände werden von deren Mitarbeiterinnen und Mitarbeitern ausgeführt. Im Jahre 2019 legten Landschaftsgärtner der Stiftung im Auftrag der Stadt Meldorf am Rande des Landwirtschaftsmuseums einen Naturlehrpfad an.

## Die Dauerausstellung
Die Dauerausstellung zeigt die Entwicklung in der Landwirtschaft vom ausgehenden 19. Jahrhundert bis zur Mechanisierung. Veränderungen in den Bereichen Bodenbearbeitung, Aussaat und Ernte sowie Milchwirtschaft, Tierhaltung und Landhandwerk werden dargestellt. Historische Arbeitsgeräte und moderne Landtechnik veranschaulichen den Wandel im bäuerlichen Arbeitsalltag. Ein Schwerpunkt liegt auf Traktoren und Dreschmaschinen der 1930er bis 1970er Jahre. Original eingerichtete Geschäfte, Praxen und Wohnräume des 19. und 20. Jahrhunderts können besichtigt werden. Daneben wird die Geschichte Dithmarschens von der Bauernrepublik bis zum Nationalsozialismus dargestellt.
Regelmäßige Sonderausstellungen ergänzen die Dauerausstellung. Außerdem werden Vorträge, Lesungen und Konzerte angeboten.
Die Dauerausstellung kann täglich außer montags von 10.00 Uhr – 17.00 Uhr besucht werden. Nach Absprache sind Führungen möglich.

## Das Dithmarscher Bauernhaus

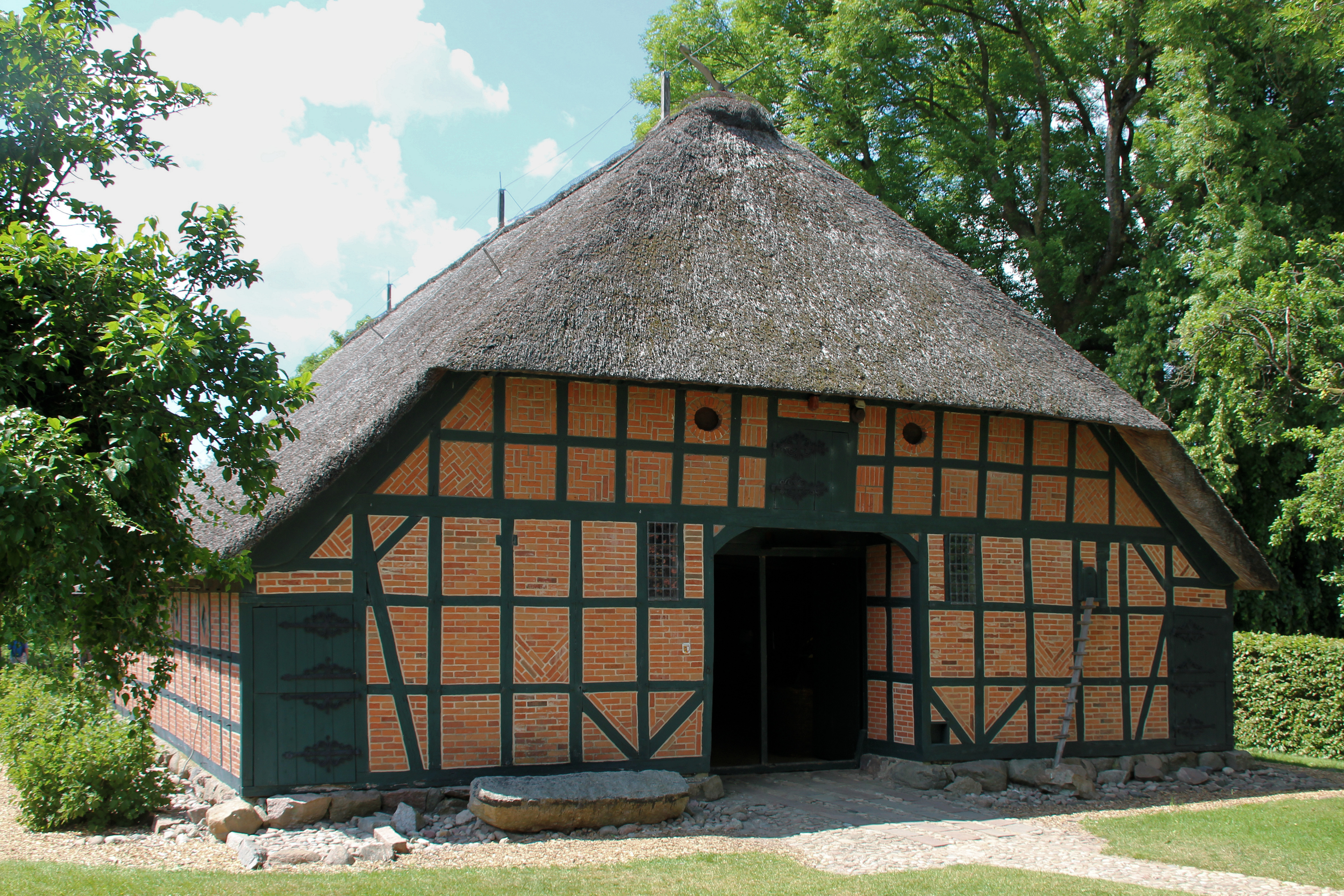
Das Dithmarscher Bauernhaus ist das zweitälteste erhaltene Freilichtmuseum in Deutschland

Das über 300 Jahre alte Bauernhaus wurde 1907 von Osterrade, ca. 20 km von Meldorf entfernt auf der Geest gelegen, an den heutigen Standort versetzt. Damit ist es das zweitälteste erhaltene Freilichtmuseum Deutschlands.
Im Haus erfahren die Besuchenden, wie das Leben einer Bauernfamilie um 1850 aussah. Hier waren Mensch, Tier und Ernte unter einem Dach untergebracht: das Vieh in den Stallungen rechts und links der großen Diele, die Ernte auf dem Dachboden und die Menschen im sogenannten Kammerfach im Anschluss an die Diele. Hinter dem Bauernhaus befindet sich ein Bauerngarten.
Das Dithmarscher Bauernhaus ist von Anfang April bis Anfang Oktober für Besucher geöffnet. Von Mai bis September sind dort standesamtliche Trauungen möglich.

## Der Gerda-Nissen-Rosengarten

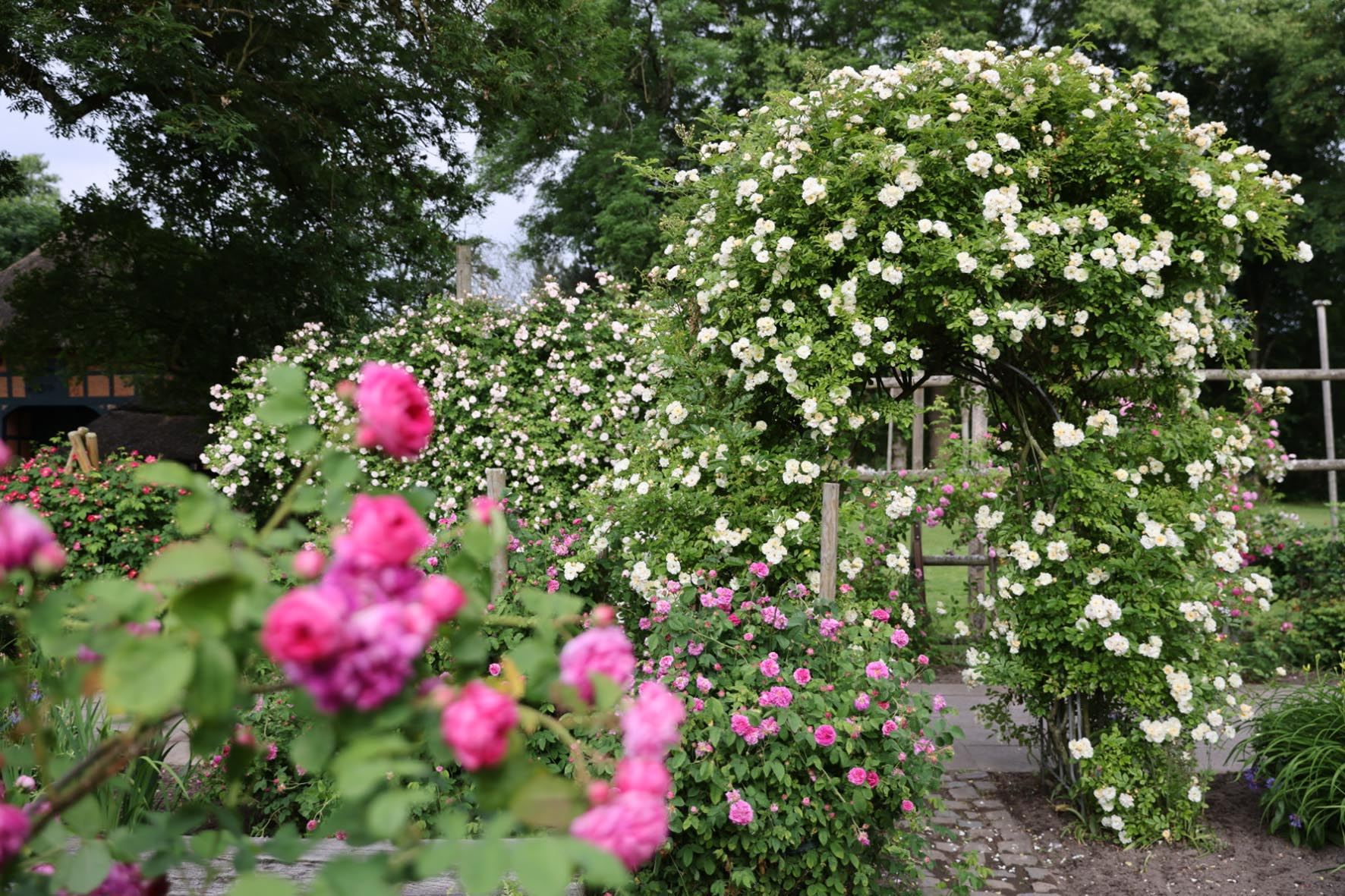
Der Gerda-Nissen-Rosengarten

Zwischen Museumsgebäude und Dithmarscher Bauernhaus liegt auf über 800 Quadratmetern der Gerda-Nissen-Rosengarten. Er wurde 1989 maßgeblich von seiner Namensgeberin Gerda Nissen angelegt, die ab Mitte der 1970er Jahre alte Rosensorten in Dithmarscher Bauerngärten, auf Friedhöfen oder in Knicks gesammelt und weitergezüchtet hatte. Mittlerweile werden im Rosengarten mehr als 50 historische Fundrosen ausschließlich aus Schleswig-Holstein gehegt und gepflegt. Hauptblütezeit ist von Ende Mai bis Mitte Juli. In dieser Zeit werden kulturhistorische Führungen angeboten und Veranstaltungen – wie z. B. ein Rosenfest – durchgeführt.